# 費馬曲線

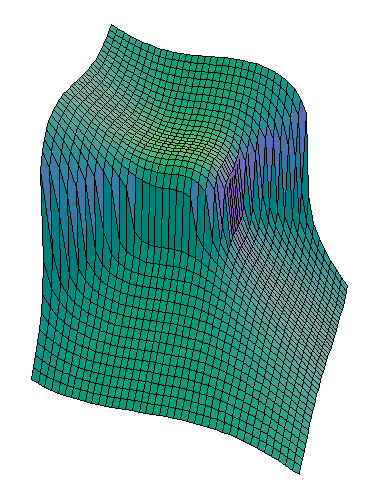
費馬立方曲線

数学上的費馬曲線是指由費馬方程:{\displaystyle X^{n}+Y^{n}=Z^{n}.\ }所定義，在齐次坐标复射影平面上的代數曲線。
在仿射平面上的方程為：
{\displaystyle x^{n}+y^{n}=1.\ }
費馬方程的整數解會對應仿射方程上的非零有理数解，但根據费马大定理，在n > 2時，費馬方程沒有非平凡的整數解，因此費馬曲線沒有非平凡的有理中數點。
費馬曲線為非奇異的代數曲線，亏格為：
{\displaystyle (n-1)(n-2)/2.\ }
在n = 2時，其虧格為0（圆锥曲线），只有在n = 3時，其虧格為1（椭圆曲线）。學者已對費馬曲線的雅可比簇進行深入的研究。它和有複乘（complex multiplication）的簡單阿貝爾簇的乘積同源。
費馬曲線具有gonality:
{\displaystyle n-1.\ }

## 費馬簇
多變數的費馬形方程可以將費馬簇定義為射影簇。